# Холмсвил (Охајо)
Холмсвил (енгл. Holmesville) град је у америчкој савезној држави Охајо.

## Демографија
По попису из 2010. године број становника је 372, што је 14 (-3,6%) становника мање него 2000. године.
| Група             | 2000.       | 2010.       |
| Белци             | 374 (96,9%) | 367 (98,7%) |
| Афроамериканци    | 0 (0,0%)    | 0 (0,0%)    |
| Азијати           | 0 (0,0%)    | 1 (0,3%)    |
| Хиспаноамериканци | 9 (2,3%)    | 1 (0,3%)    |
| Укупно            | 386         | 372         |